# Stéphane Brosse
Stéphane Brosse (Pont-de-Beauvoisin, 28 aprile 1972 – Aiguille d'Argentière, 17 giugno 2012) è stato uno scialpinista francese.

## Biografia
Nato a Le Pont-de-Beauvoisin nella regione Rodano-Alpi, iniziò a praticare lo sci alpinismo nel 1990 approdando alle competizioni nel 1995. Nel 1996 divenne membro della nazionale francese di sci alpinismo.
Il 30 maggio 2003, assieme a Pierre Gignoux realizzò l'allora record di salita e discesa del Monte Bianco da Chamonix con gli sci, in 5 ore, 15 minuti e 47 secondi. I due hanno impiegato 4 ore e 7 minuti per la salita, effettuata dal ghiacciaio tutta con gli sci ai piedi a parte la cresta delle Bosses, salita in 37 minuti con i ramponi calzati alla capanna Vallot. La discesa è avvenuta in 1 ora e 8 minuti, di cui i primi sette per discendere interamente il primo pendio della nord e gli ultimi 28 minuti a piedi. Rispetto all'allora record di corsa dello svizzero Pierre-André Gobet del 1990 (poi abbassato da Kílian Jornet i Burgada nel 2013) il tempo di Brosse e Gignoux era di cinque minuti superiore. Gobet aveva impiegato 3 ore e 38 minuti per la salita e 1 ora e 32 minuti per la discesa. Brosse e Gignoux avevano quindi impiegato con gli sci 29 minuti in più per la salita e 24 in meno per la discesa, rispetto a Gobet. Il record di Brosse e Gignoux è stato poi abbassato di dieci minuti nel maggio 2013 da Mathéo Jacquemoud.
Stéphane Brosse è scomparso il 17 giugno 2012 all'età di 40 anni, in seguito al crollo di una cornice di neve sull'Aiguille d'Argentière, che lo ha fatto precipitare per seicento metri. Insieme a Sebastian Montaz e Bastien Fleury, stavano accompagnando Kílian Jornet i Burgada nell'attraversata del Monte Bianco con gli sci da Les Contamines-Montjoie in Francia, a Champex-Lac in Svizzera, entro le 48 ore, impresa che costituiva la prima tappa del progetto Summits of my life di Jornet.

## Palmarès
- 1997:
  - 5°, Campionato francese[9]
  - 5°, Coppa di Francia[9]

- 1998:
  - 3°, Coppa di Francia[9]
  - 4°, Coppa Europea[9]

- 1999:
  - 1°, Campionato francese a squadre (assieme a Patrice Bret)[9]
  - 3°, classifica nazionale francese[10]
  - 6°, Campionato europeo di sci alpinismo a squadre (assieme a Patrice Bret)[9]

- 2000:
  - 3°, classifica nazionale francese[11]

- 2001:
  - 1°, Campionato europeo di sci alpinismo a squadre (assieme a  Pierre Gignoux)
  - 1°, Trophée des Gastlosen (Coppa Europea, assieme a Pierre Gignoux)[12]
  - 2°, classifica nazionale francese[13]

- 2002:
  - 1°, Campionato europeo di sci alpinismo individuale
  - 1°, Tour du Rutor (assieme a Pierre Gignoux)[14]
  - 2°, Campionato del mondo a squadre assieme a Tony Sbalbi
  - 2°, Campionato del mondo combinata

- 2003:
  - 1°, Dolomiti Cup team (assieme a Pierre Gignoux)[15]
  - 2°, Campionato europeo di sci alpinismo individuale
  - 2°, Campionato europeo di sci alpinismo classifica combinata
  - 4°, Campionato europeo di sci alpinismo a squadre assieme a Gignoux

- 2004:
  - 1°, Campionato del mondo staffetta assieme a Cédric Tomio, Florent Perrier e Patrick Blanc
  - 1°, Transcavallo race assieme a Gignoux

- 2005:
  - 2°, gara individuale di Coppa del Mondo, Salt Lake City
  - 3°, gara a squadre di Coppa del Mondo assieme a Patrick Blanc

- 2006:
  - 1°, Campionato del mondo a squadre assieme a Patrick Blanc
  - 2°, Campionato del mondo staffetta assieme a Gachet, Florent Perrier e Patrick Blanc

### Pierra Menta
- 1997: 10°, assieme a Patrice Bret
- 1998: 7°, assieme a Patrice Bret
- 1999: 3°, assieme a Patrice Bret
- 2000: 3°, assieme a Patrice Bret
- 2001: 1°, assieme a Pierre Gignoux
- 2002: 2°, assieme a Pierre Gignoux
- 2003: 2°, assieme a Pierre Gignoux
- 2005: 1°, assieme a Patrick Blanc
- 2006: 1°, assieme a Patrick Blanc

### Trofeo Mezzalama
- 2001: 2°, assieme a  Jean Pellissier e Fabio Meraldi
- 2003: 2°, assieme a Jean Pellissier e Pierre Gignoux
- 2005: 1°, assieme a Patrick Blanc e Guido Giacomelli

### Patrouille des Glaciers
- 2000: 5° (e 3rd in "seniors I" class ranking), assieme a  Francis Bibollet e Pierre Gignoux
- 2004: 1° in record time, assieme a Jean Pellissier e Patrick Blanc
- 2006: 1° in record time, assieme a Patrick Blanc e Guido Giacomelli